# Platges de Campofrío i Aguilar
Les platges de Campofrío i Aguilar es troben en el concejo asturià de Muros i pertany a la localitat de Cudillero, la primera començant per l'oest. La platja de Campofrío té forma de lineal, una longitud d'uns 250 m i una amplàriamitjana de 25 m de llarg i sorra fina i daurada amb alguns afloraments de roques i la d'Aguilar, que està a l'est de la de Campofrío, té la mateixa forma, i jaç amb 500 m de longitud i uns 70 m d'ample. El grau d'urbanització és mitjà i el d'ocupació és alt.
Són unes de les poques platges de la Costa Central asturiana que presenten protecció des del punt de vista mediambiental, estant catalogades com ZEPA, LIC.
Per accedir a aquestes platges cal localitzar prèviament nuclis urbans més propers que són Aguilar i Cudillero. Des de tots dos llocs s'arriba de forma còmoda. Des de Cudillero, baixant per la carretera que va al «mirador» i des d'Aguilar, prenent la carretera que ve des de Muros i que arriba fins a la mateixa platja. Aquestes platges tenen una desembocadura fluvial i cal tenir precaució amb la roba i altres estris, ja que durant la pleamar les platges queden inundades.
Té a prop un aparcament per a caravanes i a la platja hi ha una desembocadura fluvial. Quant a serveis, disposa de dutxes, càmping, restaurants, vigilància, servei de neteja i aparcament. Però el més important per ser el que menys abunda i resulta més gratificant és la disposició de anfibuggy per a persones amb mobilitat reduïda i mitjançant cita prèvia, en l'època estival. Per realitzar surf està categoritzada com a «Categoria 1». A la platja de Campofrío es practica el naturismo. Si es fa surf durant la pleamar, cal tenir precaució amb les roques que afloren i ara queden sota l'aigua.